# Universidad privada

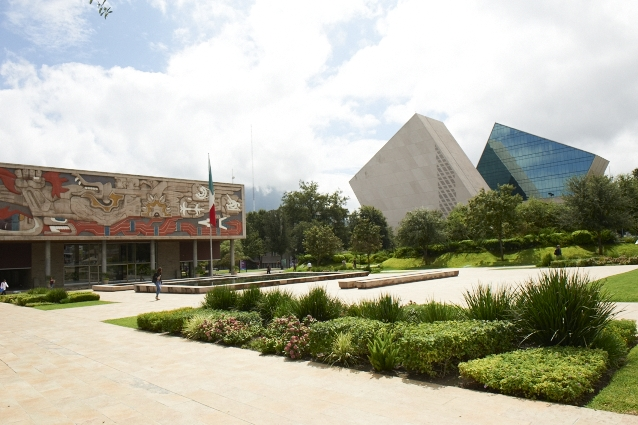
Fotografía del Instituto Tecnológico y de Estudios Superiores de Monterrey (ITEMS), considerada como una de las universidades más importantes de América y el mundo.

Una universidad privada o un centro privado de educación superior es una universidad que no es gestionada por un Gobierno ni recibe financiación pública. Las universidades privadas se financian con sus propios ingresos, que suelen provenir de las matrículas o pensiones de los alumnos, de donaciones particulares o de patentes registradas por sus equipos de investigación. 
Dependiendo de la región, estos centros privados pueden estar sujetos o no a la reglamentación gubernamental.
Generalmente, las universidades privadas tienen un precio de matrícula para el alumno más alto que las universidades públicas, ya que en general, no reciben subvenciones de dinero procedente de los impuestos. Sin embargo, a menudo reciben exenciones impositivas, préstamos públicos para estudiantes, becas y ayudas gubernamentales de las que se benefician un elevado número de alumnos. 